# Kortbana
Kortbana är en term som används inom tävlingsimningen, då man simmar i en bassäng på 25 meter.
Stora tävlingar som sker i kortbana är:
- EM i simning (kortbana)
- JSM i simning (kortbana)
- SM i simning (kortbana)
- SUM-SIM (kortbana)
- VM i simning (kortbana)

Inom flyget förekommer uttrycket kortbana om korta startbanor. Se STOL och Bas 90.